# لیگ برتر فوتبال افغانستان فصل ۱۳۹۷
لیگ برتر فوتبال افغانستان ۱۳۹۷ هفتمین فصل از بازی‌های لیگ برتر فوتبال افغانستان است، لیگ برتر افغانستان یک لیگ فوتبال باشگاهی است که در سال ۱۳۹۱ تأسیس شده‌است. در فینال، باشگاه فوتبال طوفان هریرود قهرمانی فصل را از آن خود کرد.